# Riverside (Texas)
Riverside es una ciudad ubicada en el condado de Walker en el estado estadounidense de Texas. En el Censo de 2010 tenía una población de 510 habitantes y una densidad poblacional de 90,74 personas por km².

## Geografía
Riverside se encuentra ubicada en las coordenadas 30°50′54″N 95°23′56″O / 30.84833, -95.39889. Según la Oficina del Censo de los Estados Unidos, Riverside tiene una superficie total de 5.62 km², de la cual 5.16 km² corresponden a tierra firme y (8.16%) 0.46 km² es agua.

## Demografía
Según el censo de 2010, había 510 personas residiendo en Riverside. La densidad de población era de 90,74 hab./km². De los 510 habitantes, Riverside estaba compuesto por el 78.04% blancos, el 14.12% eran afroamericanos, el 0.78% eran amerindios, el 0.2% eran asiáticos, el 0% eran isleños del Pacífico, el 5.29% eran de otras razas y el 1.57% pertenecían a dos o más razas. Del total de la población el 9.22% eran hispanos o latinos de cualquier raza.